# Belsh
Belsh est une municipalité d'Albanie, appartenant à la préfecture d'Elbasan.
Sa population était de 8 781 habitants en 2011, mais depuis une réforme administrative en 2015 et l'incorporation de quatre autres municipalités, elle est aujourd'hui d'environ 19 500.